# Кальвино, Итало
И́тало Кальви́но (итал. Italo Calvino; 15 октября 1923 года — 19 сентября 1985 года) — итальянский писатель, публицист и прозаик, фольклорист, журналист.

## Биография
Родился в Сантьяго-де-Лас-Вегас (исп.), пригороде Гаваны на Кубе, где работал его отец-анархист. Вскоре семья возвратилась в Италию. Отец Кальвино, Марио, сотрудничал с русским революционным движением и предоставил свой паспорт эсеру-террористу Всеволоду Лебединцеву, осуждённому и повешенному в 1908 году под именем Марио Кальвино (прототип Вернера в «Рассказе о семи повешенных» Леонида Андреева). Когда это выяснилось, настоящему Марио Кальвино пришлось эмигрировать за океан.
Детство провёл в Сан-Ремо, там получил среднее образование. В начале Второй мировой войны прервал обучение на аграрном факультете и в 1943 присоединился к партизанскому движению (Гарибальдийские бригады). В 1945 году переезжает в Турин, где сотрудничает с разными газетами. В 1944 году становится членом Итальянской коммунистической партии.
После войны опять учится, но на филологическом факультете. В 1947 году окончил университет, защитив дипломную работу по творчеству Джозефа Конрада, и начал работать в коммунистической газете «L’Unità».
При посредничестве друзей-писателей Чезаре Павезе и Элио Виторини Итало Кальвино издал первую книгу «Тропа паучьих гнёзд» (Il sentiero dei nidi di ragno) — неореалистическую повесть, основанную на собственном партизанском опыте, а в 1949 году — сборник повестей «Последним прилетает ворон» (Ultimo viene il corvo). Обе книги появились в окружении неореализма. В этот период выходит и книга «Юноши с берегов По» (I giovani del Po), неореалистическая и пролетарская согласно тематике, близкая к прозе Ч. Павезе. 
В 1952 году Итало Кальвино отходит от социально-критической литературы и посвящает себя фантастике. Выходят произведения «Раздвоенный виконт» (Il visconte dimezzato), «Барон на дереве» (Il barone rampante) и «Несуществующий рыцарь» (Il cavaliere inesistente), которые составляют трилогию под названием «Наши предки» (I nostri antenati). Трилогия живописует аллегорический образ современного человека.
В 1956 году Итало Кальвино издаёт сборник народных сказок «Итальянские сказки». 
В 1957 году покинул Компартию из-за несогласия с подавлением восстания в Венгрии советскими войсками и написал об этом в своём открытом письме, опубликованном в газете «L’Unità» 7 августа. 
В 1963 вышел сборник повестей для детей «Марковальдо, или Времена года в городе» (Marcovaldo, ovvero le stagioni in cittá).
В 1964 году посетил Кубу, где женился на аргентинской переводчице Эстер Юдит Зингер и встретился с Че Геварой. В том же году писатель приезжает в Париж, знакомится с Роланом Бартом и Клодом Леви-Строссом, в сферу его интересов входят социология, космология и семиотика. Новые интересы повлияли и на его творчество: вскоре выходит сборник повестей «Космикомические истории» (1965), а в 1969 году — роман «Замок скрестившихся судеб» (Il castello dei destini incrociati). Эти, а также следующие произведения создавались под значительным влиянием фантастики и сюрреализма: «Невидимые города» (Le cittá invisibili, 1972), «Если однажды зимней ночью путник» (Se una notte d’inverno un viaggiatore, 1979).
В 1975 году писатель стал почётным членом Американской Академии, в следующем году получил Австрийскую Государственную премию по европейской литературе. 
В 1983 году вышел сборник «Паломар».
Умер Итало Кальвино в Сиене в 1985 году.

## Награды
- Командор ордена Почётного легиона (1981)[12].

## Сочинения
- Итальянские сказки / Сост. И. Кальвино. — М.: Гослитиздат, 1959. — 205 с.
  - Итальянские сказки / Сост. Н. В. Котрелёв. — М.: Правда, 1991. — 464 с. — С. 11—186. — ISBN 5-253-00266-9.
  - Итальянские сказки / Сост. И. Кальвино. — Висма, 1992. — 208 с. — ISBN 5-7200-0008-9.
- Кальвино И. Кот и полицейский. Избранное. — [Вступит. стат. С. Ошеров]. — М.: Молодая гвардия, 1964. — 432 с. (Рассказы из циклов «Трудные идиллии», «Трудные воспоминания», «Трудная любовь», «Трудная жизнь»).; — 200 000 экз.
- Кальвино И. Космикомические истории. — М.: Молодая гвардия, 1968. — 160 с. (Избранные рассказы из сборников «Космикомические истории» и «Т нулевое»)
- Кальвино И. Избранное / Пер. с итал., составл. и предисл. Р. Хлодовского. — М.: Радуга, 1984. — 496 с.; 100 000 экз. (Мастера современной прозы). (Романы «Тропа паучьих гнёзд», «Несуществующий рыцарь», «Раздвоенный виконт», «Барон на дереве», повесть «Облако смога», рассказ «Путь в штаб»)
- Кальвино И. Незримые города. Замок скрещённых судеб. — Киев: Лабиринт, 1997. — ISBN 966-521-025-4.
- Кальвино И. Космикомические истории. — М.: АСТ; Астрель, 2011. — 448 с. — ISBN 978-5-17-070553-5, ISBN 978-5-271-32611-0 (Сборники «Космикомические истории», «Т нулевое», «Другие космикомические истории», «Трансформированные космикомические истории», «Космикомическая история. Новая редакция»).

Собрание сочинений
- Кальвино И. Собрание сочинений. Наши предки: Романы. — Т. 1. — СПб.: Симпозиум, 2000. — 458 с. — ISBN 5-89091-104-X, ISBN 5-89091-105-8 (Романы «Раздвоенный виконт», «Барон на дереве», «Несуществующий рыцарь»).
- Кальвино И. Собрание сочинений. Замок скрестившихся судеб: Романы, рассказы. — Т. 2. — СПб.: Симпозиум, 2001. — 416 с. — ISBN 5-89091-128-7, ISBN 5-89091-105-8 (Романы «Замок скрестившихся судеб», «Таверна скрестившихся судеб», «Невидимые города», сборник рассказов «T нулевое»).
- Кальвино И. Собрание сочинений. Если однажды зимней ночью путник: Роман, повесть, новеллы. — Т. 3. — СПб.: Симпозиум, 2000. — 422 с. — 6500 экз.; ISBN 5-89091-108-2, ISBN 5-89091-105-8 (Роман «Если однажды зимней ночью путник», повесть «Паломар», сборник новелл «Под солнцем ягуара»).